# Verfassungsreferendum von Niue 1974
Das Verfassungsreferendum von Niue 1974 (englisch 974 Niuean constitutional referendum) wurde im pazifischen Inselstaat Niue am 3. September 1974 durchgeführt. Die Verfassung wurde von 65 % der Wähler angenommen und trat am 19. Oktober in Kraft.

## Hintergrund
Der Verfassungsentwurf wurde von Robert Quentin Quentin-Baxter, Professor für Verfassungsrecht und Rechtswissenschaft an der Victoria University of Wellington, in Absprache mit der Niue Fono Ekepule (Nationalversammlung) entworfen. Die neue Verfassung machte Niue zu einer autonomen Region unter der Souveränität Neuseelands; die Inselbewohner sollten die neuseeländische Staatsbürgerschaft erhalten und sich frei in Neuseeland niederlassen können. Sie sah eine Versammlung mit 21 Mitgliedern vor, bestehend aus einem Sprecher und 20 gewählten Mitgliedern (14 gewählt aus Einpersonenwahlkreisen basierend auf den Dörfern und sechs aus einem einzigen inselweiten Wahlkreis). Die Versammlung sollte einen Premierminister wählen, der drei weitere Mitglieder eines vierköpfigen Exekutivrates wählt.
Das Referendum wurde am 16. Juli 1974 von der Fono Ekepule gebilligt und die vorgeschlagene Verfassung wurde im neuseeländischen Parlament durch den Niue Amendment Bill und den Niue Constitution Act angenommen.

## Ergebnis
Auf Grundlage des Niue Constitution Act 1974 wurde folgendes Ergebnis erreicht:
- Dafür: 887 Stimmen
- Dagegen: 469 Stimmen
- Ungültig: 28 Stimmen

Gesamtstimmen: 1.384.